# 丙村镇
丙村镇是中国广东省梅州市梅县区下辖的一个镇，位于梅江与石窟河的交汇处，总面积约17l平方公里，常住居民人口约为4．5万人，辖区下设21个村民委员会和1个居民委员會，丙村金柚和丙村肉丸尤其出名，享有文化、华侨、足球、金柚之乡的美誉。丙村镇唯一一所完全中学——丙村中学为十大元帅之一叶剑英的母校。

## 行政区划
- 居民委员会：丙村圩镇居民委员会
- 村落：横石村、银二村、银洋村、田头村、银竹村、红光村、群丰村、大雅村、芦陵村、旋风村、梅福村、程江村、新圩村、溪联村、人和村、联和村、郑均村、雷丰村、咀头村、黄梅村、东溪村